# Крылова, Анна Петровна
Анна Петровна Крылова (16 сентября 1918, село Скородное, Курская губерния — 30 сентября 1990, Белгородская область) — советская колхозница, Герой Социалистического Труда (1948).

## Биография
Родилась 16 сентября 1918 года в крестьянской семье в селе Скородное Курской губернии (ныне — Губкинский городской округ Белгородской области). В 1929 году вступила в колхоз «Красный Октябрь». Позднее перешла на работу в колхоз «Красный пахарь» Скороднянского района Курской области. Первоначально работала в колхозе рядовой колхозницей. В 1937 году была назначена звеньевой полеводческого звена.
В 1947 году полеводческое звено под руководством Анны Крыловой собрало по 31,3 центнеров ржи с каждого гектара на участке площадью 10 гектаров. За этот доблестный труд она была удостоена в 1948 году звания Героя Социалистического Труда.
С 1956 года до 1969 года работала на свиноводческой ферме.
Неоднократно избиралась депутатом сельского, Скорднянского районного и Белгородского областного совета народных депутатов.
Скончалась 30 сентября 1990 года.

## Награды
- Герой Социалистического Труда — указом Президиума Верховного Совета СССР от 2 января 1948 года;
- Орден Ленина (1948);